# Lorenz Meyer (Reformator)
Lorenz Meyer (~ 1497–1564), auch bekannt als Laurentius Agricola, Laurentius Marius und Lorenz Meyger, war ein Schweizer Reformator. Er war zur Zeit der Zürcher Reformation aktiv und wirkte an dieser mit. Meyer kann dabei nicht zur „ersten Reihe“ der Reformation gezählt werden, sondern ist ein Beispiel für die zahlreichen weniger prominenten Geistlichen, die am Gelingen der Reformation beteiligt waren. In die Zeit seines Wirkens fallen mehrere bedeutsame Ereignisse der schweizerischen Reformation, darunter beide Kappelerkriege und der Ittingersturm.
Dieser Wikipedia-Eintrag entstand im Rahmen eines Kirchengeschichtsseminars der Universität Zürich. Er basiert auf einem unpublizierten Artikel zu Lorenz Meyer, der ebenfalls in diesem Rahmen entstand.

## Kirchengeschichtliche Einordnung
Lorenz Meyer lebte in einer Zeit, in der eine polemische Stimmung „nicht nur in den oberen, sondern […] auch in den unteren Rängen der reformierten Theologen“ der Schweiz herrschte, die im Gegensatz zu den deutschen Kollegen keinerlei Rücksicht auf Kaiser und Reich zu nehmen brauchten. Allerdings war auch auf dem Gebiet der Eidgenossenschaft das Anliegen der Reformation ständig in Bedrängnis, insbesondere durch den Einsatz der Inneren Orte für den Katholizismus.

## Leben
Lorenz Meyer kam wahrscheinlich um 1497 als illegitimer Sohn des gleichnamigen Winterthurer Chorherren Laurenz Meyer († 1538) und dessen Dienstmagd Margreth Läufer (Loiffer) († vor 1537) zur Welt. Die städtischen Ratsprotokolle von Winterthur bezeugen 1501 eine Zinsregelung für die Dienstmagd Margreth und ihre zwei Kinder. Die Geburt kann also vor 1501 angenommen werden. Vater Laurenz hat 1487 die Niklauspfrund in der Stadtkirche Winterthur erhalten und ist 1499 als Chorherr im Chorherrenstift Heiligberg (Winterthur) bezeugt. Eine Geburt vor 1487 kann damit ausgeschlossen werden. Damit ergibt sich für den möglichen Geburtstermin ein Bereich von 1487 bis 1499.
1520 studierte Lorenz Meyer an der Universität Basel und begann seine Laufbahn 1523 als Helfer Leo Juds an der Kirche St. Peter (Zürich). Im gleichen Jahr heiratete er. Nach kurzer Tätigkeit in Glarus wurde er 1524 Pfarrer in Stammheim, einem Aussenposten der Zürcher Reformation, der stark unter dem Ittingersturm gelitten hatte. Hier wirkte er bis 1543. Als erster Zürcher Pfarrer führte er ab 1524 ein Eheregister. Seine Briefe zeugen davon, dass er sich in der Nachbearbeitung des Ittingersturms, dem Ittinger Handel, gegen Kompromisse mit den Inneren Orten stark machte. Konkret heisst das, dass er sich gegen die Wiedereinführung von Messe und Kirchenschmuck wehrte, wie sie als Kompromissvorschlag diskutiert wurden. Inwiefern der weitere Verlauf der Ereignisse sich dem Einsatz Meyers verdankt, bleibt allerdings unklar. 1527 wurde er zum Dekan des Steiner Kapitels berufen und nahm ein Jahr darauf an der Berner Disputation von 1528 teil. 1531 zog er mit den Zürcher Truppen in den Zweiten Kappelerkrieg. Nach seiner Haft wegen Ehebruchs wirkte er 1544 im Auftrag Ottheinrichs von Pfalz-Neuburg als evangelischer Prediger im Dominikanerinnenkloster Maria Medingen. Kurz darauf wechselte er nach Gundelfingen an der Donau. Wegen der Besetzung des Fürstentums im Schmalkaldischen Krieg wechselte er 1546 nach Augsburg und kehrte danach in die Schweiz zurück, wo er 1547 in Schwanden GL und 1552 in Dällikon eine Pfarrstelle erhielt. Ab 1555 wirkte er erneut in Pfalz-Neuburg, diesmal in Lauingen (Donau). Wegen seiner zwinglischen Lehre verlor er jedoch diese Stelle. Zurück in der Schweiz wurde er 1557 Pfarrer in Oberglatt an, wo er 1564 an der Pest starb.

## Kontroversen
Lorenz Meyer wurde verdächtigt, an der Zerstörung kirchlicher Einrichtungen in St. Peter, im Anschluss an die Predigt von Leo Jud am 1. September 1523, teilgenommen zu haben. So wurde er am 19. September 1523 ins Verhör genommen und im Gefängnis Wellenberg in Zürich inhaftiert. Allerdings musste er aufgrund mangelnder Beweise wieder freigelassen werden. 1533 wurde er von der Herbstsynode für seinen Lebensstil gerügt: „Ist rower, kriegscher gepärden, zücht ein langes schwert nachher; ist rüterisch und lichtfertiger bekleidung“. 1543 wurde Meyer wegen Ehebruchs abgesetzt und im Wellenberg eingesperrt.

## Schriftliche Zeugnisse
Von Lorenz Meyer sind nur wenige Schriften erhalten geblieben. Seine Übersetzung von Sebastian Meyers Auslegung der Offenbarung des Johannes ins Deutsche von 1544 ist nur handschriftlich überliefert. Sein Werke zur Kunst der Kriegsführung, Stratagemata rerum bellicarum, ist verschollen. Erhalten geblieben ist eine antitridentinische Karikatur aus seiner Feder.

### Briefe in Auswahl
In der Zentralbibliothek Zürich und im Staatsarchiv des Kantons Zürich liegen über 25 Briefe Meyers. Seine Briefe an Huldrych Zwingli und ein Teil seiner Briefe an Heinrich Bullinger liegen als kritische Edition vor. In seinen Briefen setzt sich Meyer für Amtskollegen ein, versucht aber auch, sich selbst gegen Gerüchte und Vorwürfe zu verteidigen. Die Briefe zeugen von einer bewegten Zeit und einem kontroversen Lebensstil.

#### Lorenz Meyer an den Grossen Rat in Zürich (Stammheim, 30. Mai 1527)
Am 30. Mai 1527 schrieb Lorenz Meyer einen Brief an Bürgermeister und den Grossen Rat in Zürich. In diesem Brief bittet Meyer darum, die Messe und den Kirchenschmuck in Stammheim nicht wieder einzuführen. Verschiedene Anspielungen im Text bezeugen dabei, dass Lorenz Meyer nicht restlos überzeugt war, dass Zürich dies zu verhindern suchte. Hintergrund des Schreibens dürften die anhaltenden Streitigkeiten im Gefolge des Ittingersturms sein.

#### Lorenz Meyer an Zwingli (Stammheim, 1. Juli 1529)
Am 1. Juli 1529 schrieb Lorenz Meyer einen Brief an Zwingli in Zürich. Darin unterstützt er den Wunsch der Kirchgemeinde von Mammern, den alten Kirchenvorsteher in Mammern zu ersetzen. Ein entsprechendes Schreiben der Kirche von Mammern ist aber nicht erhalten, möglicherweise war diese Bitte nur mündlich vorgebracht worden. Wahrscheinlich war besagter Pfarrer bereits vor der Reformation in Mammern tätig und später aufgrund der Bitte der Kirchgemeinde Mammern und des Schreibens Meyers abgesetzt worden. In seinem Schreiben bittet Lorenz Meyer Zwingli darum, Erhard Pfluger von Wangen am Untersee als Pfarrer in Mammern zu installieren.

#### Lorenz Meyer an Zwingli (Stammheim, 26. Dezember und 27. Januar 1530)
Um den Jahreswechsel 1529/30 verfasste Lorenz Meyer zwei Briefe an Ulrich Zwingli. In diesen beschreibt er die Pfarrstelle Hüttwilen und die dortigen Probleme mit dem eingesetzten und wieder abgesetzten Pfarrer Michael Back.
Pfarrer Michael Back kam wegen seines evangelischen Glaubens aus dem noch katholischen Württemberg in die Schweiz und erhielt eine Pfarrstelle in Hüttwilen. Diese Aufgabe war mit grossen Schwierigkeiten verbunden, denn das Kloster Ittingen war im Besitz des Kirchsatzes. Ausserdem hatte noch der Vorgänger Backs den alten Glauben verfochten und auch der Schaffner des Klosters Ittingen, Leonhard Janni von Chur, verteidigte eifrig den Katholizismus.

#### Lorenz Meyer an Zwingli (Stammheim, 2. Mai 1530)
Am 2. Mai 1530 schrieb Lorenz Meyer an Ulrich Zwingli in Zürich. In diesem Brief berichtet er von Streitigkeiten in Stammheim und von Verleumdungen seiner Person. Um die Gemeinde gegen Meyer aufzubringen, wurde behauptet, dieser habe die gesamte Stammheimer centuria [Kirchengut] dem Rat übergeben. Diese Vorwürfe werden von Meyer bestritten: „Da sie keine gerechtfertigten Gründe fanden, erfanden sie falsche“. Auf welche weiteren Verleumdungen hier angespielt wird und von wem diese vorgetragen wurden, bleibt unbenannt. Es gibt allerdings Hinweise dafür, dass Meyer in dieser Zeit eine Auseinandersetzung mit dem Zofinger Propst Balthasar Spenzinger hatte.

#### Lorenz Meyer an Bullinger (Stammheim 14. November 1532)
Im Brief vom 4. November 1532 an Heinrich Bullinger berichtet Lorenz Meyer von seinen verfassten Gedichten. Selbstkritisch beschreibt er sie als „magere Gedichte [haec macra]“. Insbesondere erwähnt Meyer ein in deutscher Sprache verfasstes Gedicht und ein Epigramm mit dem Titel „gegen die Zwingli-Geisselungen“. Das deutsche Gedicht konnte bisher aber nicht nachgewiesen werden.

#### Lorenz Meyer an Bullinger (Stammheim, 4. Dezember 1532)
Im Brief vom 4. Dezember 1532 an Bullinger stellt Lorenz Meyer die Situation der Zürcher Gemeinden im Gebiet um Stammheim dar. Namentlich erwähnt  werden die Gemeinden Ossingen und Laufen sowie das Kloster Stein am Rhein. Das Schreiben thematisiert Kontroversen unter den Pfarrern im Zusammenhang mit Synodalbeschlüssen der von Heinrich Bullinger und Leo Jud verfassten Zürcher Prediger- und Synodalordnung vom 22. Oktober 1532.